# 椒江大桥
椒江大橋（又作椒江一桥，簡稱一桥）是位於中华人民共和国浙江省台州市跨椒江两岸的一座橋樑，也是椒江主城区首座沟通椒江南北两岸的桥樑。椒江大桥的建设是為了使椒江南北两岸的交通联系更為密切，惟大橋的設計和通車後的车辆通行费也分別引起了诉讼。

## 歷史與設計

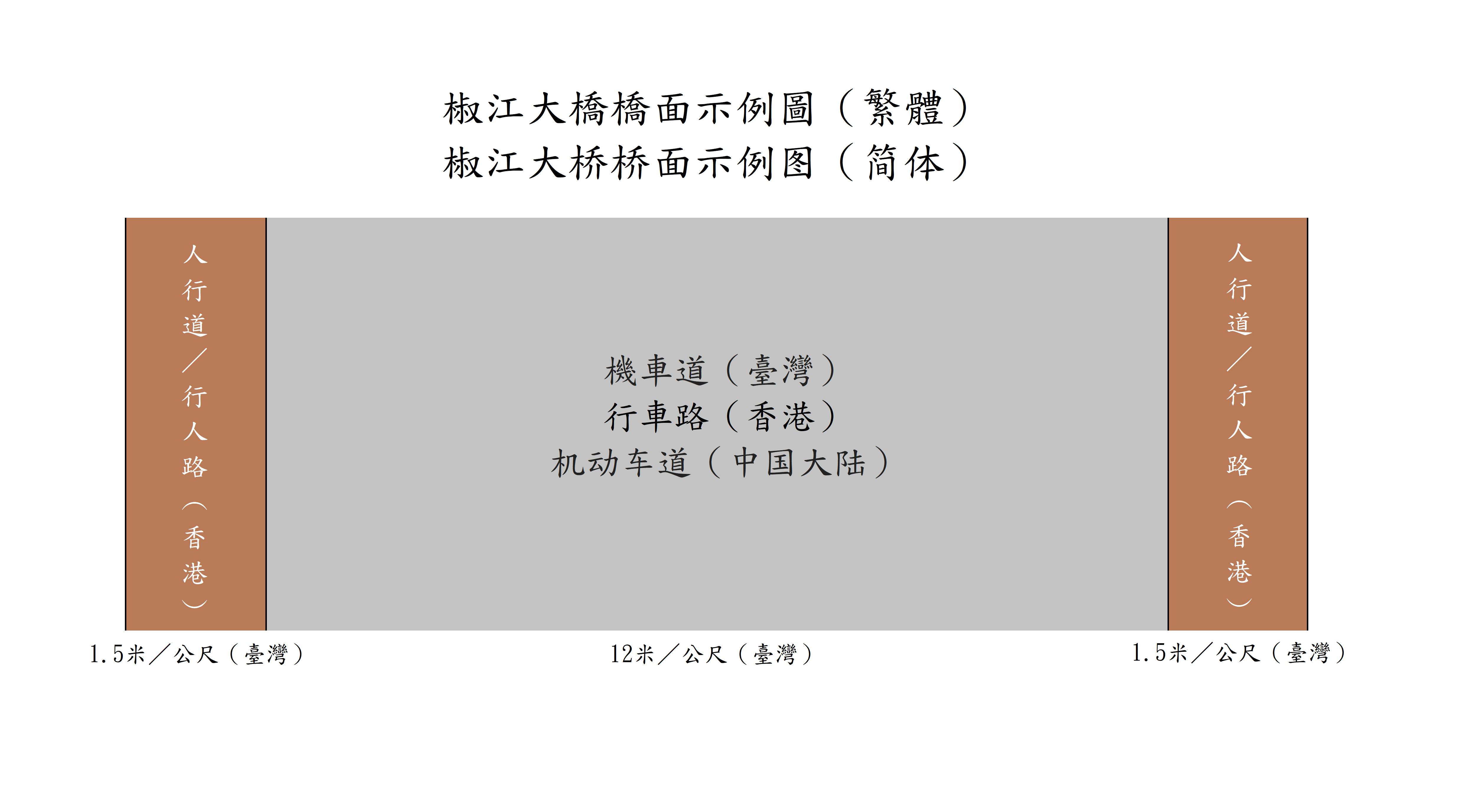
椒江大橋橋面示例圖

在椒江大桥建成之前，椒江长期面临着南北两岸隔岸相望的尴尬处境。当时，联通椒江两岸的唯一公共交通工具就是轮渡，大雾、大风天气和夜间停航，极不便利。为沟通椒江两岸交通，浙江省政府在1993年開始筹建椒江大桥。1994年6月10日，當時的椒江市政府与日本高必士株式会社在椒江市簽訂合资建造椒江大桥的协议书。椒江大桥设计全长2232米，其中正桥長1632米，引桥長600米。大橋宽15米，其中机动车道寬12米，可并行3辆汽车，而两侧人行道各寬1.5米。大橋桥面距椒江江面18米，可行驶1000吨级船舶。椒江大桥的设计方案在1995年完成，但因缺乏资金而一直无法动工，直至1998年方正式决定按原定设计方案施工。1998年8月19日，椒江大桥工程动工建设。椒江大桥於2001年6月29日合拢，並在同年10月竣工通车。自此，椒江人民结束了仅靠轮渡往返两岸的历史。椒江大桥的项目总投资為3.2亿元人民幣，而在椒江二桥建成前，其為椒江南北两岸的唯一橋樑。椒江大桥於2001年12月12日起收取车辆通行费，而大橋的车辆通行费在2019年7月1日正式撤銷。

## 爭議

### 橋下淨空
为沟通椒江两岸交通，浙江省政府在1993年開始筹建椒江大桥。台州市随即委托有关专家进行论证，确定桥下通航高度為18米。消息传出後，立即引起椒江上游的临海市有关航运公司的強烈反应，因為这意味著大桥將截断椒江，直接使一些与海运密切相关的企业陷入困境，而大桥上游的临海市原有的52艘3000吨级船舶將因无法通过椒江大桥这道“江索”而只能望江兴叹。其中，浙江海圳荣液化石油气工业有限公司（海圳荣公司）稱其经济损失合计7600多万元人民币，並在2001年5月24日上午向浙江省高级人民法院提告台州市椒江大桥实业有限公司與台州市政府民事侵权，要求法院判令两被告赔偿经济损失5010万元人民币。對於有指为何不能抬高大桥高度以達成“双赢”，台州市政府称抬高大桥高度会使建橋费用大為增加。

### 收費
椒江大桥於2001年12月12日起收取车辆通行费。椒江大橋通車後，其原定暂定收费年限為5年，从2003年1月1日起直至2007年12月31日。惟椒江大桥原定收费期限将至前，经有关部门审批，大桥暂定收费年限被延期。2009年，椒江大桥实业有限公司以一桥车流量饱和等为由，启动了椒江二桥建设计划。由於当时交通主管部门已經不再审批新的普通公路收费项目，因此该公司将椒江二桥和一桥进行捆绑报批，同时以一桥的收费权作为质押。2011年，有媒体介入报道，提出了對於大橋车辆通行收费的疑问；椒江区交通主管部门後來作出“让步”，对椒江一桥收费进行“打折”，出台了月票以及对市区出租车免费通行等政策。
2015年1月，椒江大桥的收费期限最终被“定格”在2022年12月11日，合計比最初暂定收费期限多15年。有當地市民因此感到不滿，並向椒江区法院提交了诉讼请求。法院最终以服务合同纠纷事由立案，並在4月21日对案件的审理进行网络直播。當年，一桥與二桥分別實行单向與双向收费。2019年7月1日，椒江大桥與椒江二桥的车辆通行费正式撤銷，大橋開始免費通行。